# Jerzy Kraska
Jerzy Kraska (* 24. prosince 1951, Płock) je bývalý polský fotbalista, záložník.

## Fotbalová kariéra
Hrál v polské nejvyšší soutěži za Gwardii Varšava. Ve finské lize hrál za KuPS Kuopio. V Poháru vítězů pohárů nastoupil ve 3 utkáních a dal 1 gól. Za polskou reprezentaci nastoupil v letech 1972-1973 ve 13 utkáních. V roce 1972 byl členem vítězného polského týmu na olympiádě 1972, nastoupil v 6 utkáních. 

## Ligová bilance
| Ročník                 | Zápasy | Góly | Klub            |
| ---------------------- | ------ | ---- | --------------- |
| Ekstraklasa 1969/70    | 1      | 0    | Gwardia Varšava |
| Ekstraklasa 1970/71    | 16     | 0    | Gwardia Varšava |
| Ekstraklasa 1971/72    | 25     | 0    | Gwardia Varšava |
| Ekstraklasa 1972/73    | 26     | 2    | Gwardia Varšava |
| Ekstraklasa 1973/74    | 7      | 1    | Gwardia Varšava |
| Ekstraklasa 1974/75    | 19     | 0    | Gwardia Varšava |
| 2. polská liga 1975/76 | 17     | 0    | Gwardia Varšava |
| 2. polská liga 1976/77 | 13     | 0    | Gwardia Varšava |
| 2. polská liga 1977/78 | 28     | 0    | Gwardia Varšava |
| Ekstraklasa 1978/79    | 19     | 0    | Gwardia Varšava |
| 2. polská liga 1979/80 | 13     | 0    | Gwardia Varšava |
| 2. polská liga 1980/81 | 26     | 0    | Gwardia Varšava |
| Ekstraklasa 1981/82    | 26     | 0    | Gwardia Varšava |
| Ekstraklasa 1982/83    | 15     | 0    | Gwardia Varšava |
| 1. finská liga 1983    | 28     | 0    | KuPS Kuopio     |
| 1. finská liga 1984    | 20     | 0    | KuPS Kuopio     |
| 2. polská liga 1984/85 | 8      | 0    | Gwardia Varšava |
| 2. polská liga 1985/86 | 24     | 0    | Gwardia Varšava |
| CELKEM 1.liga          | 202    | 3    |                 |